# Жоанно, Тони
Тони Жоанно (фр. Tony (Antoine) Johannot; 1803—1852) — французский художник, иллюстратор и гравёр; брат художников Шарля и Альфреда Жоанно.

## Биография
Родился 9 ноября 1803 года в городе Оффенбах, Германия. Его отец, Франсуа Жоанно (ок. 1760—1838), владел шелковой фабрикой в Германии, куда семья бежала после отмены Нантского эдикта.
Ученик своего старшего брата и в начале своей карьеры — его сотрудник по сочинению и гравированию иллюстраций к В. Скотту, Куперу и Байрону. Отличаясь редким трудолюбием и находчивостью, он награвировал аквафортным способом 10 иллюстраций к «Вертеру»  Гёте и ряд картинок к «Басням», но прославился он на всю Европу своими многочисленными рисунками для политипажей к «Дон Кихоту» Сервантеса и к сочинениям Ш. Нодье, Стерна, Мольера и других авторов. Многие рисунки Жоанно гравировались на дереве, что удешевляло издания, делая их доступными широким кругам читателей.
Занимался также исторической и жанровой живописью, хотя и с меньшим успехом, чем его брат и учитель; тем не менее некоторые из его картин достойны внимания, например, «Смерть Дюгесклена» (1834), «Розебекская битва» (1839) и «Людовик VII пробивается со своим войском через Меандрский проход» (1842).
Его работы впервые выставлялись на Парижском салоне в 1831 году.
Умер 4 августа 1852 года в Париже.